# Volvo Duett
För andra betydelser, se Duett (olika betydelser).
Volvo Duett är en personbil tillverkad av Volvo mellan 1953 och 1969.

## Historik
Volvo Duett togs fram på basis av Volvo PV 444 för att öppna en ny marknad för dem som hade behov av en rymligare bil. Svaret blev Volvo Duett, som lanserades under sommaren 1953. Namnet kommer från Volvos tanke om bilen som både en yrkesbil och en fritidsbil. Bilen formgavs och konstruerades av ingenjören Erik Skoog. Utvecklingsarbetet skedde i Olofström där även karossdelarna tillverkades hos Svenska Stålpressnings AB. PV 444 i varianter såsom herrgårdsvagn/paketbil/ambulans med flera hade intill dess uteslutande tillverkats av fristående karossproducenter på de chassier vid namn "PV 445" som Volvo introducerat 1949. 
Chassiproduktionen fortsatte vid sidan av Duettproduktionen löpande fram till 1961. PV 445 Duett, som Duetten hette från början, fick ny skepnad efter industrisemestern 1960 i form av P 210 Duett som skilde sig en hel del från föregångaren; med till exempel hel vindruta istället för delad. Duetten kan ses som Volvos första kombi men blev kanske mest populär bland jordbrukare och hantverkare. Många kommer kanske ihåg de många orange Duetter som under många år användes av Televerket. Andra storkunder var Postverket (gula vagnar med svarta framskärmar och front) samt försvaret som i vissa fall utrustade vagnarna med flygspanarlucka i taket. Några få vagnar producerades med hel bakdörr.
Duetten utvecklades parallellt med Volvo PV 444/Volvo PV 544 och tillverkades fram till 1969. Den fanns i flera versioner, som skåpbil med täckta sidor, och med fönster. Volvo försökte göra en efterföljare i Volvo 145 Express, men den anses inte kommit i närheten av Duettens popularitet.
På grund av att den var byggd på ett separat chassi blev den ett populärt objekt att bygga om på olika sätt, bland annat till EPA-traktor och hotrod. Flera företag byggde också cabrioletvarianter.
Det första chassiet presenterades den 9 september 1949 och fick beteckningen PV445. Chassiet vägde 725 kilo och nyttolasten var 500-550 kilo. Chassierna levererades med front, motorhuv, framskärmar, torped, tröskellådor och instrumentering. Fram till 1953 tillverkades chassiet utan påbyggnad, och det sista chassiet av 445-typen tillverkades 17 maj 1962. De flesta ändringarna av Duetten skedde i samband med att PV544 introducerades i augusti 1958. Då ersattes de tidigare, små ovala baklamporna av rektangulära, blinkers och parkeringslampor flyttades till skärmkanterna fram samt att B16-motorn introducerades. Vissa av förbättringarna, exempelvis den hela, välvda vindrutan, 4-växlad växellåda och nya instrumentbrädan, fick Duetten inte förrän i juli 1960, då "efterföljaren" P210 introducerades. Samtidigt kom säkerhetsbälten som standard. 
Den sista Duetten, en kungsblå herrgårdsvagn, lämnade bandet den 11 februari 1969. Den hade chassinummer 97 299 och finns på Volvo Museum. Sammanlagt hade då drygt 93 000 Duetter och 4 200 leveranschassin producerats. Den exakta totala produktionen var 101 492 fordon. 

## Volvo PV445
PV445 introducerades under sommaren 1953 och var baserad på Volvo PV 444. Modellen var tänkt att öppna upp en ny marknad för dem som var i behov av en stor, rymligare bil. Namnet "duett" kommer från Volvos tanke om att använda bilen som både yrkesbil, och fritidsbil. Bilen formgavs av ingenjören Erik Skoog. 

## Volvo P210
P210 ersatte PV445-modellen mot slutet av år 1960. Den tydligaste skillnaden mellan versionerna är bland annat den hela vindrutan på P210, istället för delade på PV445:orna, och en ny instrumentbräda från PV544:orna.

### Fakta (1968)
- Spårvidd fram = 130 cm
- Spårvidd bak = 132 cm
- Tjänstevikt = 1 200 kg
- Fri markhöjd = 18 cm
- Vändradie = 540 cm
- Rattvarv = 3,25
- Däck = 6,40 x 15
- Armbågsbredd, fram = 125 cm
- Armbågsbredd, bak = 139 cm
- Bensinförbrukning, cirka 0,8-1,3 liter/mil
- Toppfart, cirka 145 km/tim
- Acceleration, 0-100 km/tim, 19,0 sekunder[7]

## Galleri

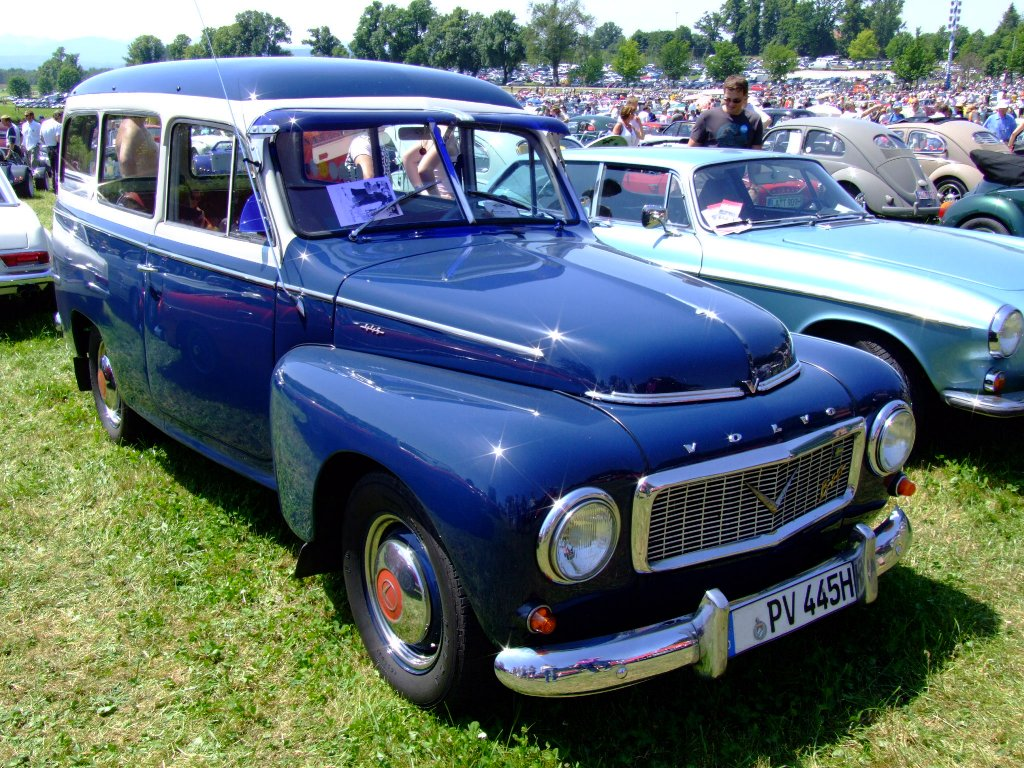
Volvo PV445 av årsmodell 1957.
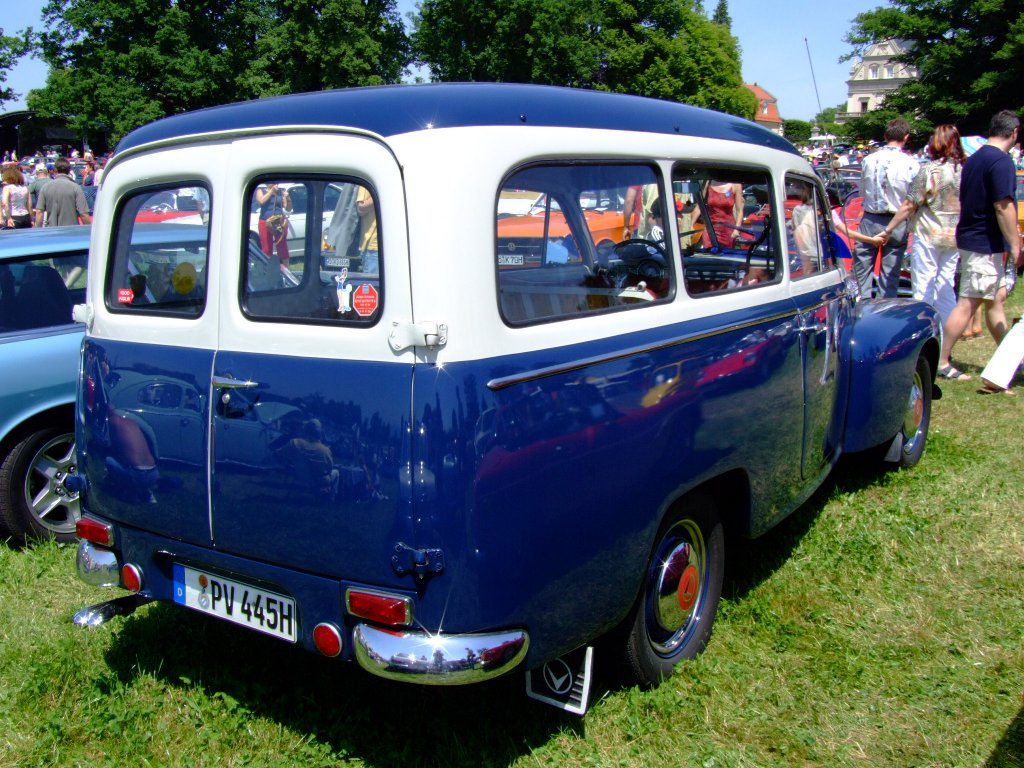
Volvo PV445 bakifrån.
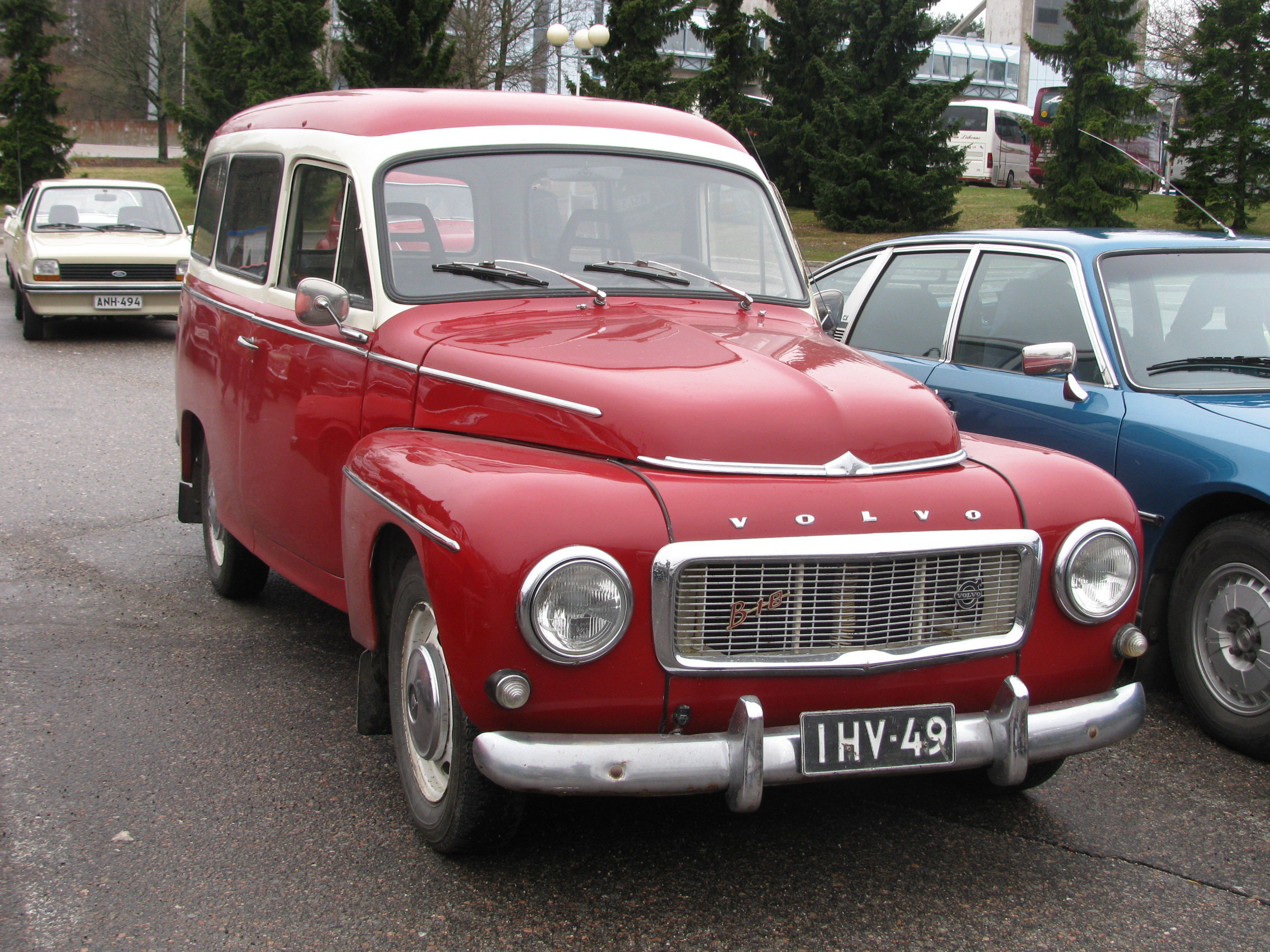
Volvo P210 i Lahtis, Finland. I grillen syns även B18-märket.
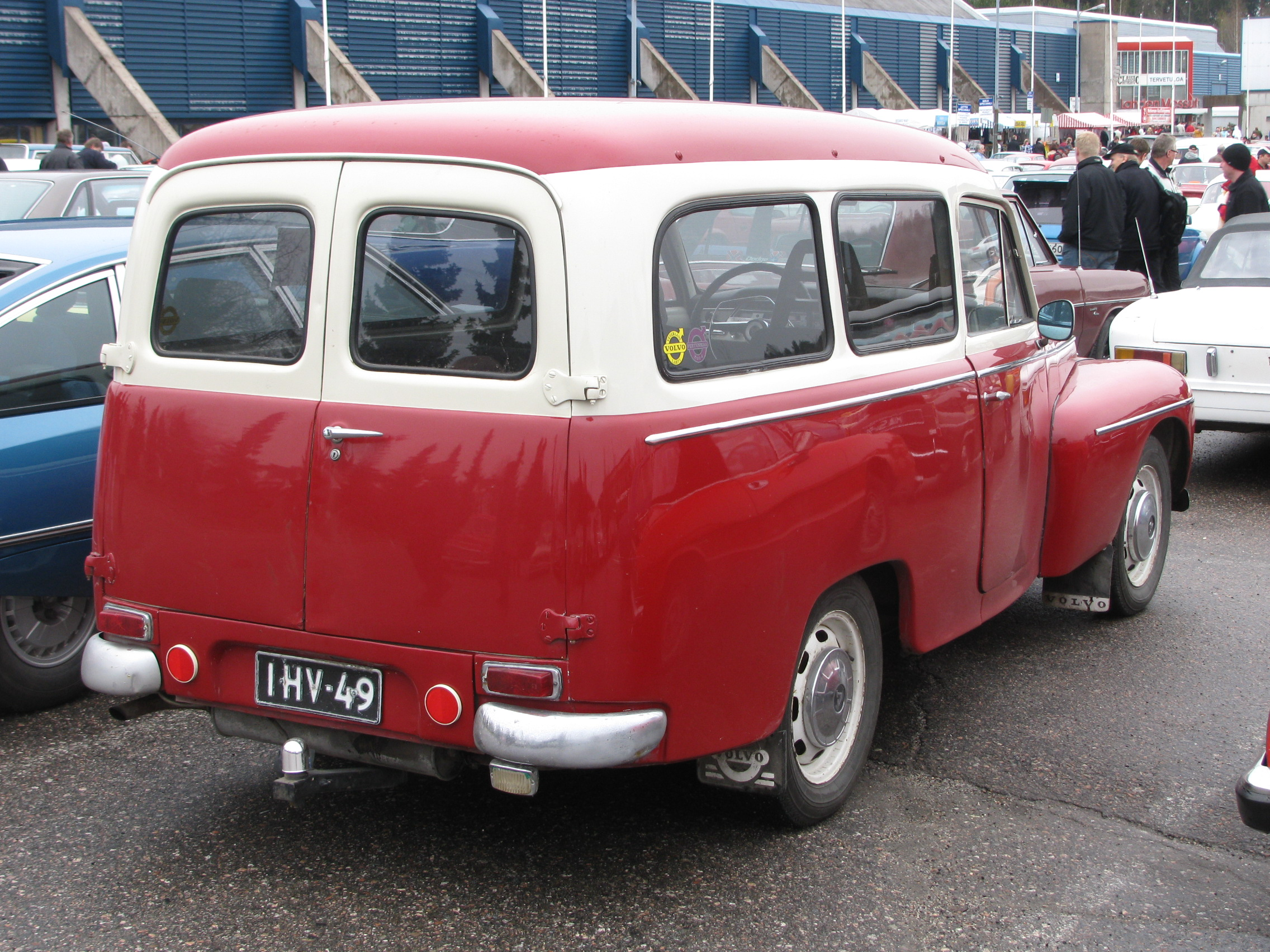
Volvo P210 bakifrån.
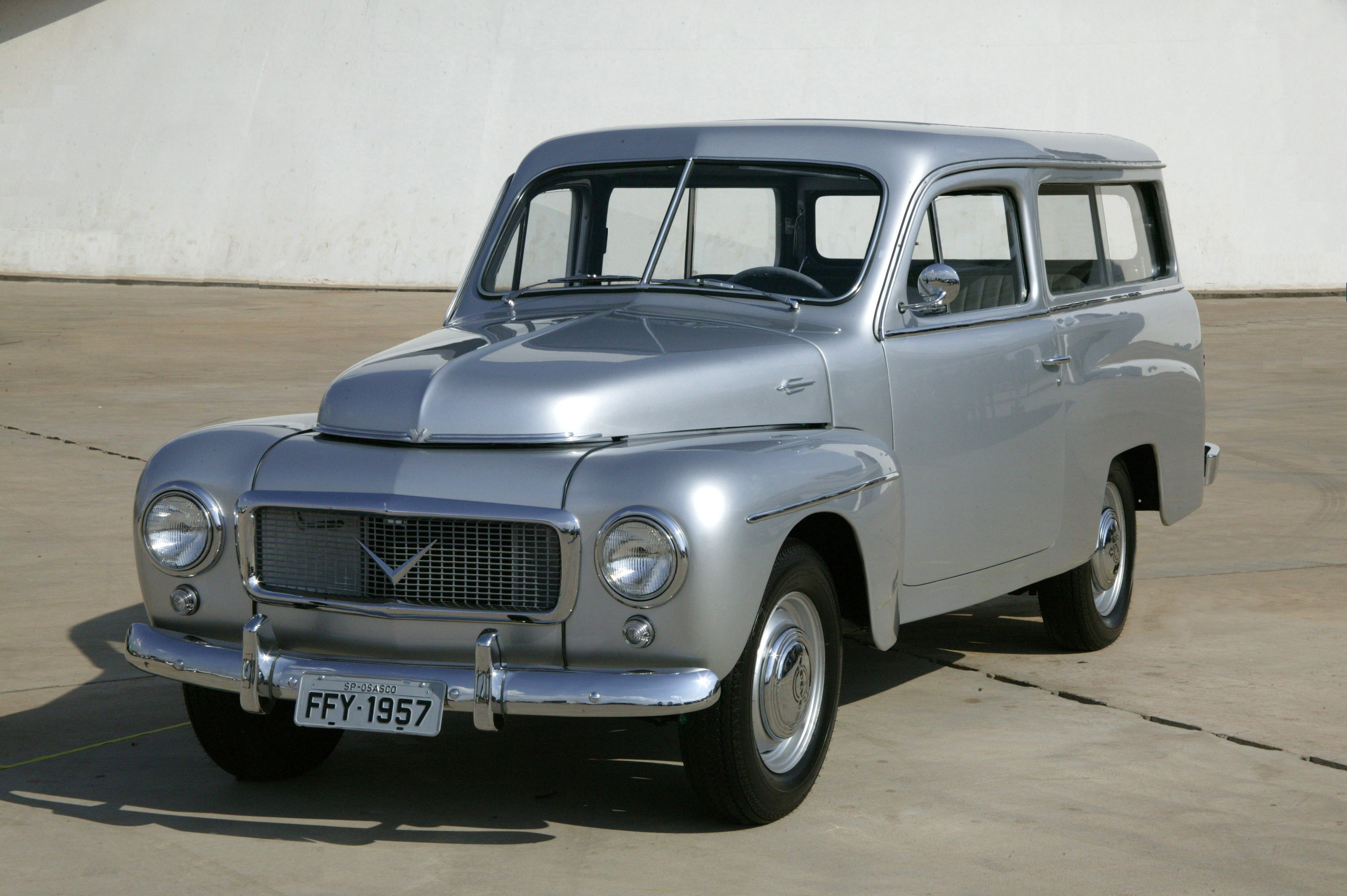
Volvo PV445 byggd i Rio de Janeiro med kaross från Carbrasa.
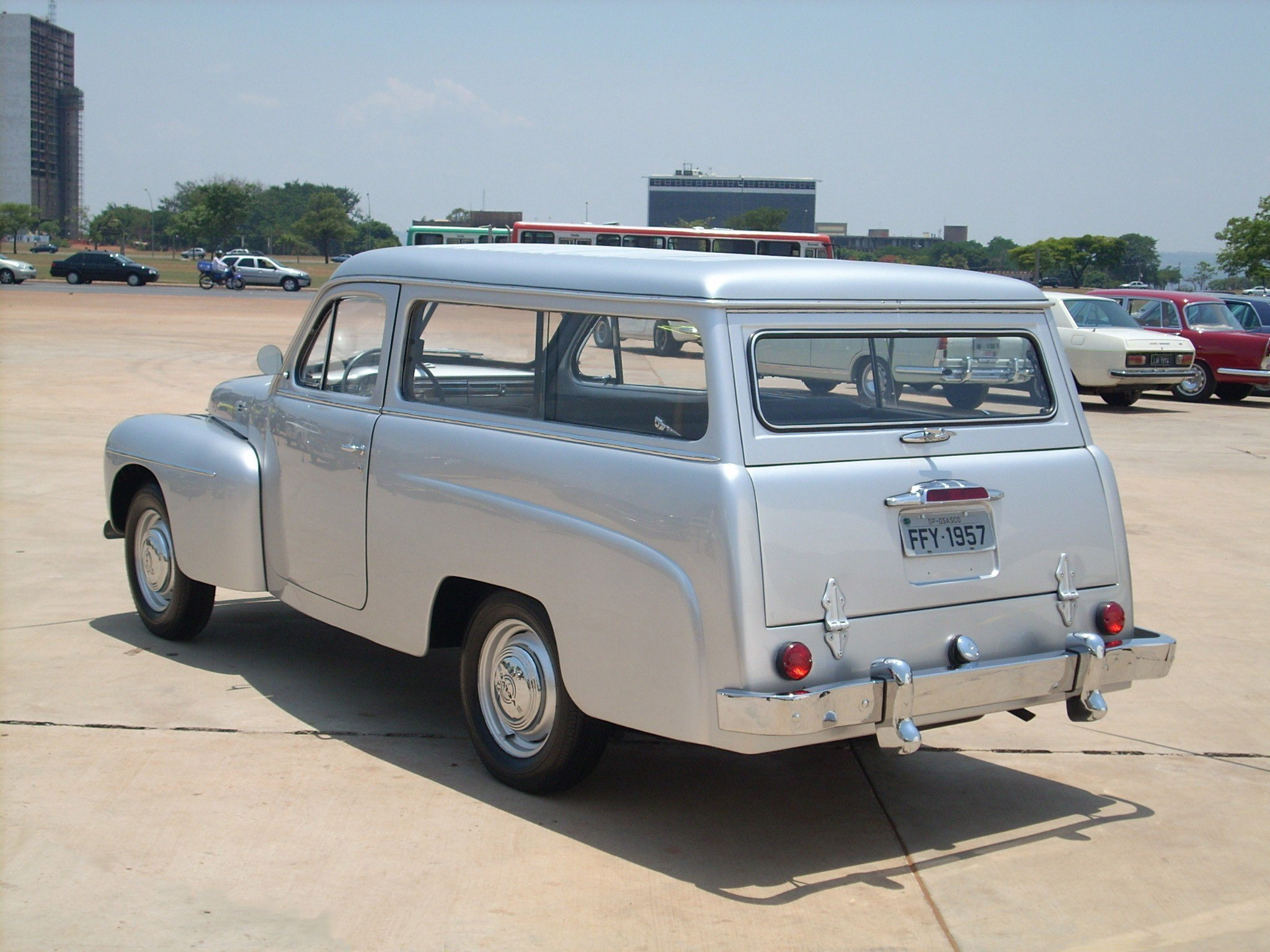
PV445 där man tydligt ser karossen från Carbrasa.
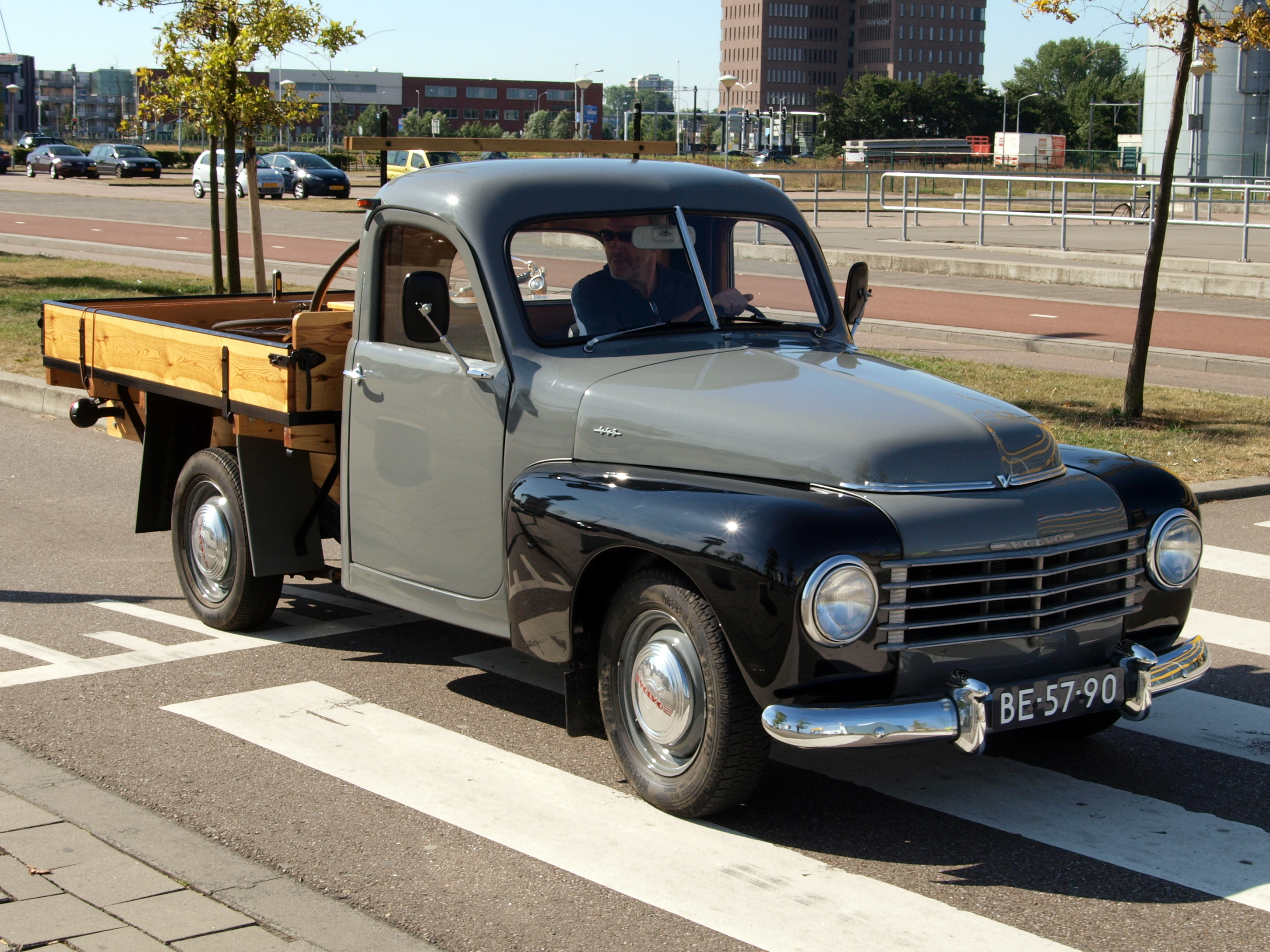
Volvo PV445 pickup.